# (44217) Whittle
(44217) Whittle es un asteroide perteneciente al cinturón de asteroides descubierto el 12 de agosto de 1998 por John Broughton desde el Observatorio de Reedy Creek, Gold Coast (Queensland), Australia.

## Designación y nombre
Designado provisionalmente como 1998 PO1. Fue nombrado Whittle en homenaje al ingeniero y piloto aeronáutico británico Frank Whittle, que fue el inventor del motor turborreactor, que patentó por primera vez en 1930. Un método tan ingenioso pero simple de propulsión de alta velocidad hizo del vuelo una forma de viaje asequible y relativamente segura para las masas.

## Características orbitales
Whittle está situado a una distancia media del Sol de 2,580 ua, pudiendo alejarse hasta 2,742 ua y acercarse hasta 2,419 ua. Su excentricidad es 0,062 y la inclinación orbital 13,65 grados. Emplea 1514,31 días en completar una órbita alrededor del Sol.

## Características físicas
La magnitud absoluta de Whittle es 13,1. Tiene 8,039 km de diámetro y su albedo se estima en 0,172. 